# Pennsboro
Pennsboro – miasto w Stanach Zjednoczonych, w stanie Wirginia Zachodnia, w hrabstwie Ritchie.